# Gašperšič
Gašperšič je priimek v Sloveniji, ki ga je po podatkih Statističnega urada Republike Slovenije na dan 1. januarja 2010 uporabljala 401 oseba in je med vsemi priimki po pogostosti uporabe uvrščen na 821. mesto.

## Znani nosilci priimka
- Ana Gašperšič, partizanka
- Boštjan Gašperšič (1938—1983), arhitekt, glasbenik in risar
- Branko Gašperšič (1935—2006), strojnik,  univ. profesor
- Dominik Gašperšič (*1940), zdravnik stomatolog, profesor MF
- Egidij Gašperšič (*1936), skladatelj, glasbeni pedagog, zborovodja
- Franc Gašperšič (1932—2023) gozdar, univ. profesor
- Irena Gašperšič (*1967), slikarka
- Jelo (Gabrijel) Gašperšič (1923—1997), novinar, urednik (radijski)
- Jože Gašperšič (1896—1964), gospodarstvenik (zadružnik) in kulturni delavec v Kropi (igralec, zborovodja, muzealec)
- Jože Gašperšič (1921—1989), operni in zborovski pevec, tenorist
- Maja Gašperšič, socialna antropologinja, primatologinja
- Maks Gašperšič (1916—?) politik
- Marjan Gašperšič (1929—2015), industrijski oblikovalec (arhitekt)
- Marko Gašperšič, muzikolog, dirigent
- Miran Gašperšič (*1948), alpski smučar
- Peter Gašperšič (*1965), gradbenik, strok. za promet, minister za infrastrukturo
- Rok Gašperšič (*1941), gozdar, direktor, lovec, domoznanec
- Rok Gašperšič, stomatolog, prof. MF
- Tanja Gašperšič, arhitektka
- Tina Gašperšič Kralj, pianistka
- Tone Gašperšič (1916—?), operni pevec, tenorist
- Zlata Gašperšič Ognjanović (*1931), operna pevka, mezzosopranistka